# Paul Scheerbart

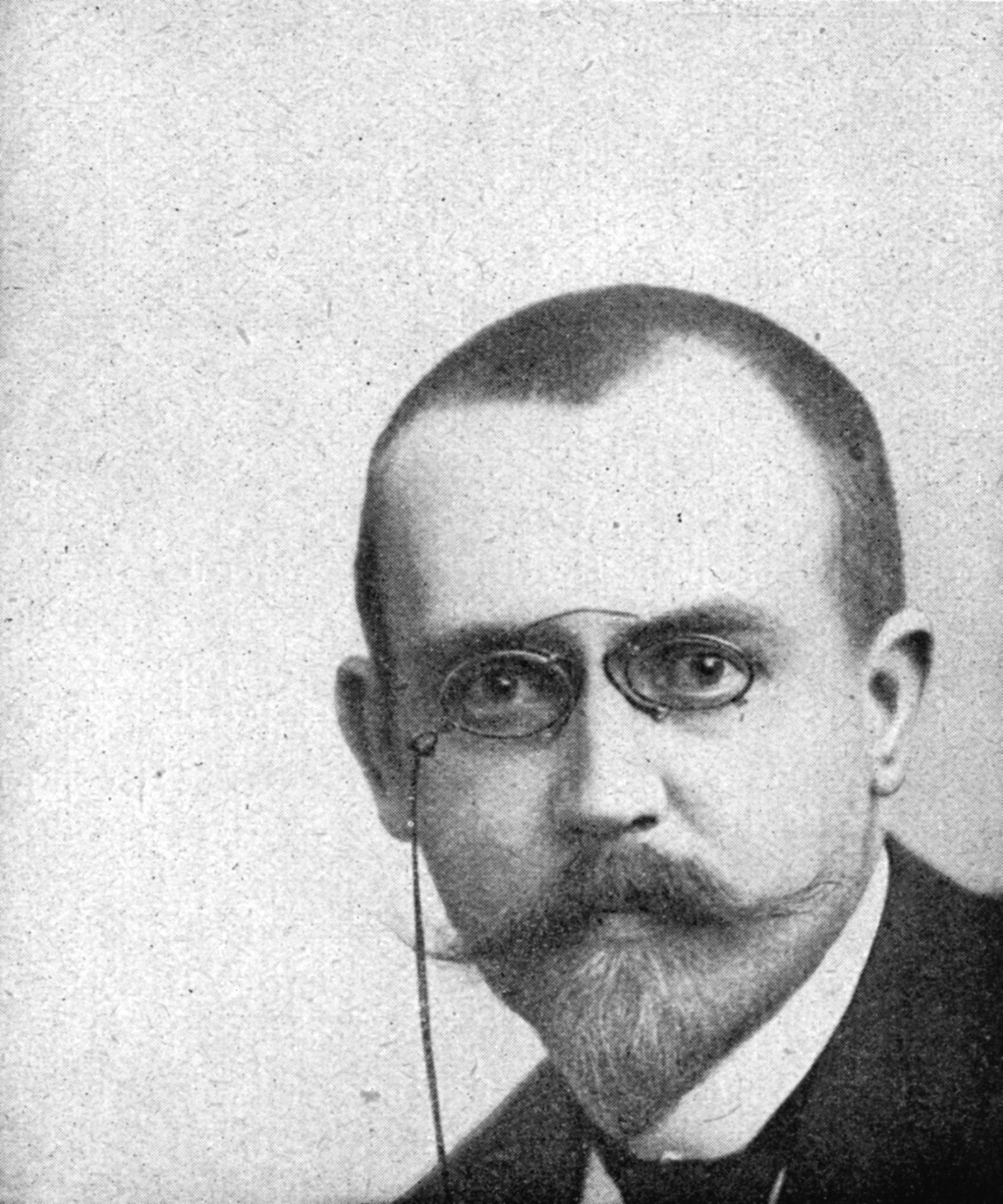
Foto Paul Scheerbarts von Wilhelm Fechner, 1897

Paul Carl Wilhelm Scheerbart (* 8. Januar 1863 in Danzig; † 15. Oktober 1915 in Berlin-Lichterfelde), auch unter seinen Pseudonymen Kuno Küfer und Bruno Küfer bekannt, war ein deutscher Schriftsteller phantastischer Literatur und Zeichner.

## Leben

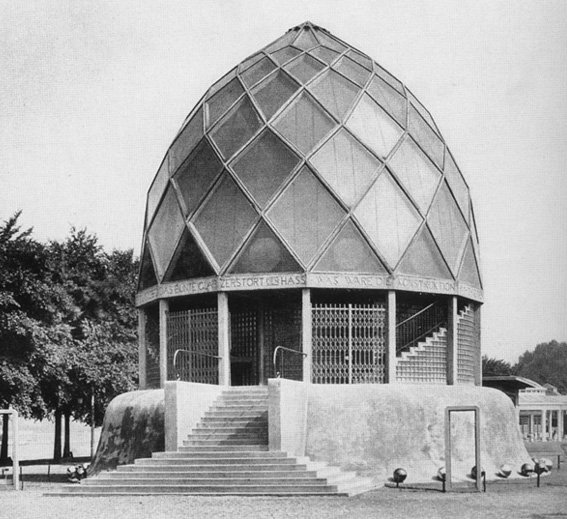
Bruno Taut widmete sein für die Kölner Werkbundausstellung 1914 gebautes Glashaus Paul Scheerbart

Paul Scheerbart begann 1885 das Studium der Philosophie und der Kunstgeschichte. Ab 1887 lebte er als Dichter in Berlin und versuchte, das Perpetuum mobile zu erfinden. 1892 gründete er den „Verlag deutscher Phantasten“. Zeitlebens war er in finanziellen Schwierigkeiten. Nach verschiedenen Veröffentlichungen, unter anderem in der Zeitschrift Kampf, verschaffte ihm sein Roman Die große Revolution, der 1902 im Insel Verlag erschien, Anerkennung in literarischen Kreisen, allerdings ohne nennenswerte Verkaufszahlen zu erreichen. Der junge Ernst Rowohlt verlegte 1909 Scheerbarts skurrile Gedichtsammlung Katerpoesie als eines der ersten Bücher des Rowohlt Verlags. Der Schlussvers des Gedichts Sei sanft und höhnisch lautet: „Charakter ist nur Eigensinn. Es lebe die Zigeunerin!“ Diesen Vers pflegte Rowohlt oft zu zitieren.
Georg Hecht rechnete Paul Scheerbart „zu den ganz großen Könnern in der literarischen Kunst Deutschlands“:

„Hier aber ist die ganz gewöhnliche Sprache, hier sind die ganz gewöhnlichen Worte, keine schönen Bilder, kein Reichtum von seltenen Vergleichen. Es versteht sich von selbst, daß dieser scheerbartische Stil sehr viel Ruhe, sehr viel Andacht vom Leser verlangt, die Kunst des langsamen Lesens voraussetzt, wenn überhaupt gemerkt, gefühlt werden soll, daß die Sprache Scheerbarts nicht schlechthin die der Straße ist, sondern sich durchaus nicht und in keinem Punkte gehen läßt und eine plötzliche Treffsicherheit und Kürze hat, die sich kaum beschreiben ließe.“

Scheerbarts phantasievolle Aufsätze über Glasarchitektur beeinflussten die damaligen jungen Architekten wie Bruno Taut, aber auch Walter Benjamins Passagenwerk. Benjamin verfasste bereits 1917 einen bewundernden Essay über das Buch Lesabéndio, das, wie einige Werke Scheerbarts, auf fernen Planeten spielt. Zu dem Berliner Freundes- und Trinkerkreis gehörte auch Erich Mühsam, der Scheerbart in seinen Unpolitischen Erinnerungen ein Kapitel widmete. Scheerbart war zudem eng mit Richard Dehmel befreundet. Seine Ideen zum Theater beeinflussten Alfred Jarry.
Scheerbart war verheiratet mit Anna Scheerbart, geborene Sommer, verwitwete Scherler, von der sich in seinen Gesammelten Werken (Band 10.2) drei kürzere Texte finden.
Paul Scheerbart starb am 15. Oktober 1915 infolge eines Gehirnschlags. Von Walter Mehring stammt die unbewiesene Behauptung, Scheerbart sei an Entkräftung gestorben: Er habe als  überzeugter Pazifist aus Protest gegen den Ersten Weltkrieg jede Nahrungsaufnahme verweigert. Paul Scheerbart wurde auf dem Park-Friedhof Berlin-Lichterfelde (3 C Nr. 391) bestattet, das Grab ist nicht erhalten.
Nachlassverwalter wurde Hellmut Draws-Tychsen.

## Bibliografie
- Kurt Lubasch, Alfred Richard Meyer: Paul Scheerbart-Bibliographie mit einer Autobiographie des Dichters, Berlin 1930.

### Werkausgaben
- Gesammelte Werke. Thomas Bürk u. a. (Hrsg.). Linkenheim (Bd. 1–7); Bellheim (Bd. 8–10,2), Edition Phantasia Bd. 1,1986 – Bd. 10.2,1996. (10 in 11 Teilbänden), ISBN 978-3-924959-43-2
- Dichterische Hauptwerke. (..., hrsg. und mit Anmerkungen versehen von Else Harke). Goverts, Stuttgart 1962. (Neue Bibliothek der Weltliteratur).
- Jenseitsgalerie. Gesammelte Zeichnungen. Hrsg. von Mechthild Rausch. Renner, München 1981, ISBN 3-921499-20-8
- Meine Tinte ist meine Tinte. Prosa aus Zeitschriften. Eulenspiegel-Verlag, Berlin 1986. Lizenzausgabe: Müller u. Kiepenheuer, Hanau, Main [1988 ?] ISBN 3-7833-6708-5
- Der Kaiser von Utopia und Das graue Tuch und zehn Prozent Weiß. 2 utopische Romane. Suhrkamp Verlag, Frankfurt/Main 1988 (Phantastische Bibliothek Bd. 218), ISBN 3-518-38065-6
- Du hast mich also totgeschossen?  Unbekannte Texte und Materialien, herausgegeben von Detlef Thiel, 2021, ISBN 978-3-96824-005-3

### Einzelwerke (Auswahl)
- Das Paradies. Die Heimat der Kunst. Commissions-Verlag von George u. Fiedler, Berlin 1889. Titelauflage: Verlag deutscher Phantasten, Berlin 1893.
- Ja ... was ... möchten wir nicht Alles! Ein Wunderfabelbuch. Heft 1. Verlag deutscher Phantasten, Berlin 1893 (Heft 2–7 nie erschienen).
- Tarub. Bagdads berühmte Köchin. Arabischer Kulturroman. Verein für Deutsches Schriftthum, Berlin [1897]. Dieselbe Ausgabe: Hugo Storm, Berlin [1897]. 2. Auflage: J. C. C. Bruns’ Verlag, Minden in Westf. [1900].
- Ich liebe Dich! Ein Eisenbahn-Roman mit 66 Intermezzos. Schuster u. Loeffler, Berlin 1897.
- Der Tod der Barmekiden. Arabischer Haremsroman. Verlag Kreisende Ringe (Max Spohr), Leipzig 1897.
- Na Prost! Phantastischer Königsroman. Schuster u. Loeffler, Berlin und Leipzig 1898.
- Rakkóx der Billionär. Ein Protzenroman. Die wilde Jagd. Ein Entwicklungsroman in acht anderen Geschichten. Inselverlag, Leipzig 1901. (In der Vorlage: Weihnachten MDCCCCI; S. 119: gedruckt im September 1900).
- Die Seeschlange. Ein See-Roman. J. C. C. Bruns’s Verlag, Minden in Westf. [1901].
- Liwûna und Kaidôh. Ein Seelenroman. Insel-Verlag, Leipzig 1902.
- Die große Revolution. Ein Mondroman. Insel-Verlag, Leipzig 1902.
- Immer mutig! Ein phantastischer Nilpferdroman mit dreiundachtzig merkwürdigen Geschichten. 2 Bände. J. C. C. Bruns, Minden in Westfalen 1902.

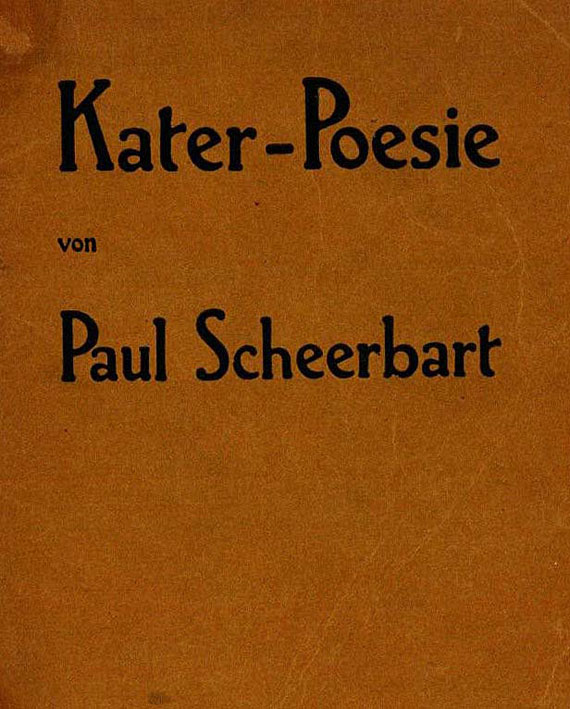
Cover der Erstausgabe von Kater-Poesie, 1909

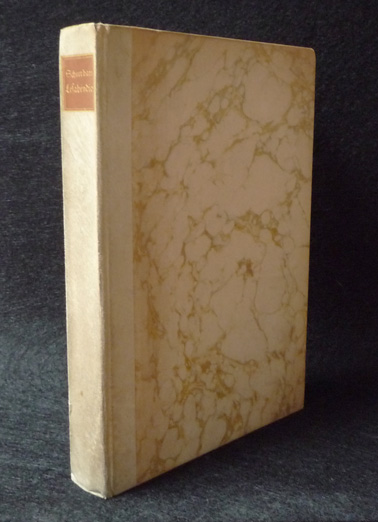
Lesabéndio, Erstausgabe, Georg Müller, München und Leipzig 1913

- Der Aufgang zur Sonne. Hausmärchen. J. C. C. Bruns, Minden i. W. [1903].
- Kometentanz. Astrale Pantomime in zwei Aufzügen. Insel-Verlag, Leipzig 1903.
- Machtspäße. Arabische Novellen. E. Eisselt, Groß-Lichterfelde-Berlin 1904.
- Revolutionäre Theater-Bibliothek. 6 Bände. E. Eisselt, Groß-Lichterfelde-Berlin 1904.
- Der Kaiser von Utopia. Ein Volksroman. Eduard Eisselt, Gr.-Lichterfelde 1904.
- Cervantes. Schuster u. Loeffler, Berlin und Leipzig (1904) (Die Dichtung. 8).
- Münchhausen und Clarissa. Ein Berliner Roman. Oesterheld, Berlin 1906.
- Jenseits-Galerie. Oesterheld, Berlin 1907. (Mappe mit 10 Blatt Zeichnungen).
- Kater-Poesie. Rowohlt, Paris/Leipzig 1909. 2.–4. Auflage: Katerpoesie. Rowohlt, Berlin [1920].
- Die Entwicklung des Luftmilitarismus und die Auflösung der europäischen Land-Heere, Festungen und Seeflotten. Eine Flugschrift. Oesterheld, Berlin 1909.
- Das Perpetuum mobile. Die Geschichte einer Erfindung. Rowohlt, Leipzig 1910. (Enthält: Faltplan mit 26 technischen Zeichnungen).
- Die neue Oberwelt. Venus-Novellette, aus: Die Aktion,  Jg. 1911, Nr. 2, Sp. 53–57.[8]
- Astrale Novelletten. Dreililien-Verlag, Karlsruhe/Leipzig 1912. (2. Titel-Auflage erschien mit zusätzlicher Angabe: Georg Müller, München/Leipzig 1912).
- Das große Licht. Ein Münchhausen-Brevier. Rabinowitz, Leipzig 1912.
- Herr Kammerdiener Kneetschke. Eine Kammerdiener-Tragödie in fünf Aufzügen. In: Der Sturm, 4. Jg., April 1913, Heft 156/157, S. 10–14.
- Lesabéndio. Ein Asteroiden-Roman. (Mit 14 Zeichnungen von Alfred Kubin). Georg Müller, München und Leipzig 1913.
- Das graue Tuch und zehn Prozent Weiß. Ein Damenroman. Georg Müller, München und Leipzig 1914.
- Glasarchitektur. Verlag Der Sturm, Berlin 1914.
- Die Mopsiade. Alfred Richard Meyer, Berlin-Wilmersdorf 1920.
- Das Lachen ist verboten ... See-Igel-Verlag Fritz Nuernberger, Berlin-Wilmersdorf 1929.

### Briefe
- Von Zimmer zu Zimmer. 70 Schmoll- und Liebesbriefe des Dichters an seine Frau. Alfred Richard Meyer, Berlin-Wilmersdorf 1921.
- Briefwechsel mit Max Bruns 1898 – 1903 und andere Dokumente. Leo Ikelaar (Hrsg.). Lang, Frankfurt am Main u. a. 1990, ISBN 3-631-41727-6 (Europäische Hochschulschriften. Reihe 1, Bd. 1124).
- 70 Trillionen Weltgrüsse. Eine Biographie in Briefen 1889 – 1915. Hrsg. von Mechthild Rausch. Argon, Berlin [1991], ISBN 3-87024-802-5.
- Paul Scheerbart, Bruno Taut: Zur Geschichte einer Bekanntschaft. Scheerbarts Briefe der Jahre 1913 – 1914 an Gottfried Heinersdorff, Bruno Taut und Herwarth Walden. Leo Ikelaar (Hrsg.) Igel-Verlag, Paderborn 1996, ISBN 3-89621-037-8.

### Bibliophile Veröffentlichungen
- Paul Scheerbart Ingo Kühl Glasarchitektur. Mit Siebdrucken von Ingo Kühl, Achat Druck 4 der Handpresse Gutsch, herausgegeben von Curt Grützmacher, Berlin 1988, ISBN 3-924993-52-1.

### Musiktheater
- Gerhard Lampersberg: Kleopatra und das Krokodil. Oper in einem Aufzug, 1984. Libretto: Paul Scheerbart. (Uraufführung Berliner Festwochen, 1984.)

### Tonträger
- Machtspäße. Arabische Novellen. Gelesen von Andreas Dietrich. 1 CD. RioloMedia Hörbuchkultur, Legau 2006, ISBN 978-3-939850-04-5
- Scheerbartiana. Andreas Mannkopff liest Prosatexte von Paul Scheerbart. Musikalisch scheerbartisiert von Kurt Holzkämper + Phon B. 1 CD. Hoerbuchedition words & music 2007, ISBN 978-3-9811778-1-7
- Der Tod der Barmekiden. Gesprochen von Andreas Dietrich. 4 CDs. Komplett-Media, Grünwald [2008] ISBN 978-3-8312-6201-4